# КК Атлас
Кошаркашки клуб Атлас је кошаркашки клуб из Београда, Србија. Клуб је 2006. продао своју лиценцу за 1А лигу КК Радничком Застава и од тада клуб престаје да се такмичи у сениорској конкуренцији.

## Историја
Клуб је основан 1972. као КК Нови Београд, а већ 1973. мења име у КК ИМТ Београд.
Клуб по први пут игра у Првој савезној лиги Југославије у сезони 1983/84. када заузима 9. место, али већ у следећој сезони заузима последње 12 место и испада у нижи ранг.
Највећи успех клуб постиже 1987. када осваја Куп Југославије на завршном турниру у Нишу, а под вођством тренера Драгана Шакоте. ИМТ је био једини клуб из 1Б савезне лиге у историји југословенске кошарке који је освојио куп. Од сезоне 1987/88. поново игра у Првој савезној лиги и у њој остаје све до њеног расформирања 1991. услед распада Југославије, најбољи резултат је направио управо у последњој сезони 1990/91. када је завршио на шестом месту.
Клуб 1991. мења име у Инфос РТМ Београд, а такмичење наставља у Првој лиги СР Југославије, где већ у првој сезони 1991/92. испада у нижи ранг. Од 1992. до 1994. носио је име ИМТ-Железничар, а 1994. мења у ИМТ Беопетрол, а 1997. у Беопетрол. У Прву савезну лигу се враћа поново у сезони 1997/98., најбољи резултат прави у сезони 1998/99. када заузима 6. место, а из елитног ранга испада у сезони 2001/02., када сезону завршава на последњем месту.
27. јуна 2003. клуб добија име КК Атлас, а од сезоне 2003/04. поново игра у Првој лиги. У сезони 2004/05. поново бележи добар резултат освојивши 6. место у Суперлиги, пре тога је у Првој А лиги завршио на другом месту иза Војводине.
Клуб је 2006, након завршетка сезоне 2005/06. када је стигао до Суперлиге, продао своју лиценцу за 1А лигу КК Радничком Застава и од тада клуб престаје да се такмичи у сениорској конкуренцији.

## Успеси
- Куп Југославије
  - Победник (1): 1987.
- Куп Радивоја Кораћа (СЦГ)
  - Полуфинале (1): 2005.

## Имена кроз историју
- 1972. — 1973 : Нови Београд
- 1973. — 1991 : ИМТ Београд
- 1991. — 1992 : Инфос РТМ Београд
- 1992. — 1994 : ИМТ-Железничар Београд
- 1994. — 1997 : ИМТ Беопетрол Београд
- 1997. — 2003 : Беопетрол Београд
- Од 2003 : КК Атлас

## Познати бивши играчи
- Милан Млађан
- Зоран Кречковић
- Љубисав Луковић
- Миленко Бабић
- Арсеније Пешић
- Небојша Зоркић
- Владимир Драгутиновић
- Славиша Копривица
- Горан Грбовић
- Душан Кецман
- Душан Катнић
- Марко Поповић
- Жарко Чабаркапа
- Стефан Марковић
- Немања Ковачевић
- Никола Оташевић
- Милован Раковић
- Коста Перовић
- Владимир Мицов
- Никола Пековић

## Познати тренери
- Драган Шакота
- Мирослав Николић
- Зоран Славнић
- Лука Павићевић
- Александар Џикић